# امپراتور ژی
دی جی (چینی ساده‌شده: 帝挚؛ چینی سنتی: 帝摯؛ پین‌یین: Dì Zhì) یا به صورت ساده جی یکی از فرمانروایان اسطوره‌ای چین باستان بود. دی جی به‌مدت ۹ سال (حدوداً از ۲۳۶۶ تا ۲۳۵۸ پیش از میلاد) حکمرانی می‌نمود. پس از او برادر ناتنی کوچکترش یائو پادشاه شد. فرمانروا جی پسر فرمانروا کو بود.